# تشجيع على الزواج
التشجيع على الزواج هي سياسة تهدف إلى تكوين “أسر قوية” لأغراض أمن المجتمع حسب نتائج الحركات الأمريكية المعنية بالأمومة في القرن الحادي والعشرين.
ركزت إدارة جورج دبليو بوش على تعزيز الزواج الحكومي كحل للمستويات المرتفعة من الفقر التي تعاني منها الأسر وحيدة العائل وحولت ملايين الدولارات التي خصصها الكونغرس لأغراض أخرى للتشجيع على الزواج، ونجح في الضغط على الكونغرس لإنشاء برنامج فيدرالي للتشجيع على الزواج. وتسعى هذه البرامج إلى تزويج الآباء غير المتزوجين ومنع الانفصال أو الطلاق.
من أوائل القوانين المعروفة التي تشجع على الزواج القانون الروماني قانون بوبايوس وبابيوس والذي فرض عقوبات على من يرفضون الزواج قبل الوصول لسن معينة، كما فرض هذا القانون أحكامًا على ممارسي الزنا، ولا يمكن للأعزب الحصول على الإرث أو التركة (ليجاتوم) لكن إن كان الشخص أعزب وقت وفاة الموصي ولم يكن مؤهلاً للزواج (القانون المدني), فإنه يمكنه الحصول على الإرث أو التركة, وإذا لم يخالف القانون خلال مائة يوم أي إذا تزوج خلال هذه الفترة (Ulp. Frag. xvii.1). وإن لم يمتثل للقانون تصبح هذه الهبة «حق للدولة» (عرضة لأن تؤول للدولة لعدم وجود وارث).

## الخلفية: تدني معدلات الزواج في الولايات المتحدة
مارغريت تالبوت، وهي كاتبة في مجلة نيويوركر, كتبت تقول:
أكثر من نصف جميع حالات الولادة للنساء الأمريكيات تحت سن الثلاثين وهي الآن تحدث خارج إطار الزواج، والأطفال الذين يكبرون بدون أبوين متزوجين يقل احتمال ذهابهم إلى الجامعة والحصول على فرص العمل وأكثر عرضة للعيش في فقر ثم يصبح الإناث منهم حوامل في سن المراهقة وأكثر عرضة للسجن من الأطفال الذين ولدوا لأبوين متزوجين. 
وكتب الراحل جيمس كيو ويلسون يقول:
يتفق الجميع على أن الأطفال الذين يعيشون في بيت تعوله امرأة فقط يعانون من نتائج سيئة: فهؤلاء الشباب الذين لا ينشأون في عائلات من أبوين هم الأكثر عرضة لترك المدرسة والمعاناة من مشكلات عاطفية والانحراف وسوء المعاملة وتناول المخدرات. - فبراير 12, 2003

## ملخص
يتضمن التشجيع على الزواج سن قوانين وتخصيص ميزانيات وإعداد لوائح إدارية وتوصيات لمؤسسة بحثية وبرامج تشغيل تعمل لصالح المتزوجين وعدم استحباب غير المتزوجين. كما يتم تشجيع الأزواج العاديين إلى الزواج الحكومي الموثق حتى يتمكنوا من النجاح الاقتصادي ويكونوا مواطنين مسئولين. وهذا المفهوم يتوافق سلبًا أو إيجابًا مع مفهوم زواج العهد، كما تجاهلت جميع برامج التشجيع على الزواج الزواج الشاذ والمعاشرة حيث تجاهلت كل ذلك لأسباب أخلاقية. وهذا التشجيع يضرب بجذوره في أصول قانون إصلاح نظام الرعاية الاجتماعية لسنة، 1996 حيث يسمح هذا التشريع للولايات الأمريكية بعدم تقديم المساعدة للمتقدمين المؤهلين تمامًا - مما ينتج عنه حرمان بعض المتقدمين من حقوقهم الدستورية.
يتم تشجيع المتزوجين على الإنجاب بالإضافة إلى التشجيع على الزواج لأن شخصين يستطيعان تربية طفل رضيع أفضل من شخص بمفرده سواء أب أعزب أو أم عزباء. في تسعينيات القرن العشرين كان التشجيع على الزواج من أجل دعم قيمة الأسرة، وعلى الرغم من ارتفاع معدلات الطلاق في ثمانينيات وتسعينيات القرن العشرين بالإضافة إلى تراجع معدلات الزواج، سُمح لرئيس الولايات المتحدة حينئذ جورج دبليو بوش بتمرير قانون التشجيع على الزواج في جميع أرجاء البلاد في بداية القرن الحادي والعشرين.
هناك دفعة قوية خلف التشجيع على الزواج تزيد من إشراك الأب في ذلك، حيث يُدفع الآباء ذوي الدخول المنخفضة إلى تولي المزيد من المسئولية فيما يتعلق بالإنجاب وعلاقتهم بزوجاتهم. وبالنسبة للأطفال فبداية من دخول مدارس تعاني من نقص في التمويل ثم الفقر والفوضى العائلية فإن هؤلاء الأطفال غالبًا ما يكون أداؤهم سيئًا في المدرسة ويتسربون من التعليم. وينتهي الأمر بالرجال ببيع المخدرات غير المشروع بينما صديقاتهم عرضة أكثر لخطر الحمل - وهي طريقة من الطرق القليلة المتاحة للجنسين والتي تشعرهم بالقوة، كما يحث الرجل على الزواج بالمرأة قبل أن تصبح حاملاً منه حتى ينشئوا أسرة تقليدية وفقًا للتحالف من أجل الزواج.
يمكن أن يؤدي التشجيع على الزواج إلى التمييز ضد الأسر ذات العائل الوحيد والتي بالفعل تزيد فقرًا ومشقة. ويدافع بعض المؤيدين للتشجيع على الزواج عن التشجيع على الزواج باستبعاد الأسر ذات العائل الواحد من بعض المنافع العامة. كما يعلم برنامج التشجيع على الزواج النساء الاعتماد على الزوج بدلا من الاستقلال الاقتصادي.